# 極美樂團

極美樂團（GIMAG）是一組於2023年成立的香港獨立音樂樂團。成員包括主音及填詞人蔡紫晴（龍小菌）、鼓手阿布、結他手Manping及貝斯手Joel。

## 樂團成員
- 蔡紫晴（龍小菌）：主音及填詞人，曾為樂團「帶菌者」成員，擁有豐富的音樂創作和演出經驗 。
- 阿布：鼓手，曾參與多個樂團，包括「帶菌者」。
- Manping：結他手，同時也是樂團「Andy is Typing…」的成員。
- Joel：貝斯手，曾為樂團「草魚禾」成員。

## 單曲作品
| 發行日期 | 作品名稱 | 備註                                               |
| 2024年   | 《框》   | 樂團首支派台作品，由蔡紫晴填詞，極美樂團編曲及監製 |
| 2024     | 《信箱》 |                                                    |

## 音樂節/大型表演
| 日期 | 活動名稱                             |
| ---- | ------------------------------------ |
| 2025 | 青年鄰舍節2025                       |
| 2024 | 《遊·樂·場2024》                     |
| 2024 | 城大藝術節2024《What's NEXT?》       |
| 2024 | Rhythm in a Cask Music Festival 2024 |